# اقیانوس یاپتوس

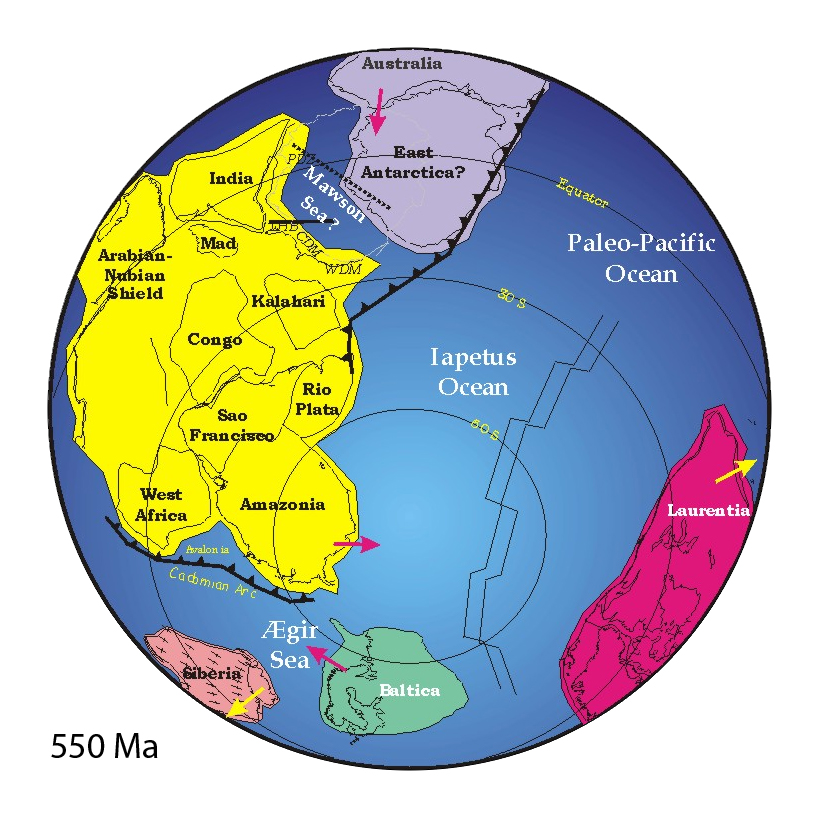
بازسازی نحوه قرارگیری اقیانوس یاپتوس و قاره‌های پیرامونی‌اش در اواخر دوره ادیاکاران.

اقیانوس یاپتوس (انگلیسی: Iapetus Ocean) یک اقیانوس باستانی بود که حدود ۶۰۰ تا ۴۰۰ میلیون سال پیش میان قاره‌های اولیه مانند لارنتیا، بالتیکا و آوالونیا قرار داشت. این اقیانوس پیش‌درآمد اقیانوس اطلس امروزی به‌شمار می‌رود. با نزدیک‌شدن این قاره‌ها به هم و برخوردشان، یاپتوس بسته شد و کوه‌زایی‌هایی مانند رشته‌کوه آپالاشی و کالدونیدها پدید آمدند. نام اقیانوس یاپتوس از یک شخصیت اسطوره‌ای یونانی، پدر اطلس، گرفته شده تا رابطهٔ آن با اقیانوس اطلس نشان داده شود. همچنین سنگ‌های کناره‌های کهن یاپتوس هنوز در بخش‌هایی از آمریکای شمالی و اروپا قابل شناسایی‌اند و اطلاعات مهمی درباره گذشته زمین‌شناسی کره زمین می‌دهند.

## توصیف علمی
یاپتوس فراخ‌دریایی بود که در اواخر دوران پیشین‌زیستی نو و اوایل دیرینه‌زیستی (تقریبا بین ۶۵۰ تا ۴۲۰ میلیون سال پیش) بین دیرین‌قاره‌های بالتیکا، لورنتیا و آوالونیا قرار داشت. اقیانوس یاپتوس با کوه‌زایی کالدونی و تاکونی ناپدید شد و این زمانی رخ داد که سه قاره یادشده، همراه با تعدادی از مناطق کوچکتر، در کنار یکدیگر جای گرفتند.
نام فراخ‌دریای یاپتوس از نام یکی از غول‌های اساطیری یونان به نام یاپتوس گرفته شده که در این داستان‌ها پدر اطلس بود. اطلس همان است که اقیانوس اطلس به نام او نام‌گذاری شده است. از آنجایی که اقیانوس یاپتوس بین توده‌هایی از خشکی قرار داشت که بعداً اروپا و آمریکای شمالی را تشکیل دادند، می‌توان آن را سلف اقیانوس اطلس در نظر گرفت.